# Damián Szifron
Damián Szifron (ur. 9 lipca 1975 w Ramos Mejía) – argentyński reżyser i scenarzysta filmowy i telewizyjny pochodzenia żydowskiego. 
Najbardziej znany jako twórca najpopularniejszego serialu w historii argentyńskiej telewizji, Los simuladores (2002). Wyreżyserował także Dzikie historie (2014), najpopularniejszy film fabularny w dziejach kinematografii argentyńskiej (prawie 2,5 mln widzów). Film miał premierę w konkursie głównym na 67. MFF w Cannes. Szifron otrzymał za niego nagrodę BAFTA i Goya, a także nominację do Oscara za najlepszy film nieanglojęzyczny.
Zasiadał w jury konkursu głównego na 76. MFF w Cannes (2023).